# John Langshaw Austin
John Langshaw Austin (Lancaster, 26 marzo 1911 – Oxford, 8 febbraio 1960) è stato un filosofo e linguista inglese.

## Biografia
Principale rappresentante della filosofia del linguaggio ordinario, durante la seconda guerra mondiale presta servizio come tenente colonnello nei servizi segreti britannici. Si dedica sia allo studio dell'analisi linguistica che al pensiero antico, come l'Etica di Aristotele.
Durante la vita pubblica poco, anche perché i  lavori venivano argomentati in lezioni; di queste, fondamentali sono quelle sugli speech acts (atti linguistici), esposte in un corso (le William James Lectures) tenuto all'università di Harvard nel 1955, in cui viene trattata la nozione dell'enunciato performativo. Le lezioni furono pubblicate postume nel 1962 con il titolo How to Do Things with Words (Come fare cose con le parole). Austin sostiene l'idea che ogni proferimento linguistico sia in realtà un'azione pratica. Nella sua teoria, gli atti linguistici vengono distinti in locutori, illocutori e perlocutori, a seconda che l'enunciato sia descrittivo, esprima un'intenzione o un'azione del parlante, oppure indichino un'emozione, una preghiera o un tentativo di persuasione. 
Ha insegnato prevalentemente al Christ Church College dell'Università di Oxford dal 1952 fino alla morte ed è stato molto attivo anche nell'ambiente accademico di Cambridge. Il suo più celebre allievo è John Searle.

## Enunciati constativi e performativi
In un primo tempo, propone la distinzione fra enunciati constativi (o costatativo) ed enunciati performativi.
Mette, cioè, in luce il fatto che non tutti i tipi di enunciato possano essere valutati secondo il criterio vero o falso. 
Un enunciato come "Vietato fumare" (frase ellittica da intendersi come È vietato fumare) ha un aspetto descrittivo, tuttavia non si può dire se sia vero o falso: al massimo si può discutere sulla validità o appropriatezza dell'avviso che lo trasmette a chi legge, ma non sul fatto che sia vero o falso. Chiama questi tipi di enunciato performativi (dall'Inglese to perform, eseguire, agire), perché attraverso di essi si compie un'azione, e li contrappone a quelli meramente descrittivi, che chiama constativi. Esempi più evidenti di enunciato performativo possono essere frasi come "Ti saluto" o "Prometto che...".

## Atti linguistici: locutorio, illocutorio e perlocutorio
Attraverso una riflessione ulteriore sui tipi di enunciati, Austin supera e abbandona la sua stessa concezione.
Analizzando i constativi rileva la loro non totale estraneità ad un aspetto performativo, cioè scopre che anche attraverso semplici affermazioni (enunciati descrittivi, quale ad esempio "ho sete") si eseguono azioni (come ad esempio ottenere dell'acqua).
Giunge, allora, a classificare gli atti linguistici secondo una teoria generale che invece di individuare diversi tipi di enunciati "scompone" il singolo enunciato nei tre livelli in cui può essere analizzato. Ovvero:
1. Atto locutorio: l'atto di costruire un enunciato attraverso il lessico e le regole grammaticali di una determinata lingua per veicolare un dato significato (non è, si badi, un mero atto fonetico, ma possiede una componente anche fàtica e retica; una scimmia che emetta il verso "àigo" ha compiuto un atto solamente fonetico, ben diverso da chi razionalmente afferma "I go").
2. Atto illocutorio: l'intenzione che viene perseguita "nel dire", cioè con il fatto stesso di pronunciare l'enunciato. Entra qui in gioco la nozione di forza illocutoria, che non è un'intensità di azione, bensì l'intenzione linguistica che sta nell'enunciato, la direzione verso la quale l'enunciato tende, il modo in cui l'enunciato va interpretato. La forza illocutoria ha un carattere convenzionale: i metodi attraverso la quale viene espressa saranno infatti oggetto dello studio di filosofi successivi. Un atto illocutorio può essere diretto, se formulabile attraverso un verbo performativo, come ad esempio "Battezzo questa nave Queen Elizabeth", oppure indiretto, se realizzato attraverso la "forma" di un atto locutorio che mira in realtà a realizzarne un altro. Si pensi al caso di chi dice "Freschino qui dentro!" (una constatazione) con l'intenzione di far chiudere la finestra senza chiederlo esplicitamente.
3. Atto perlocutorio: il fine che si raggiunge con il dire, l'effetto dell'atto illocutorio. Si parla di obiettivo perlocutorio quando l'effetto ottenuto dall'atto perlocutorio coincide con l'intenzione di chi ha emesso l'atto illocutorio, e di seguito perlocutorio quando l'atto illocutorio ottiene un effetto diverso da quello desiderato (la sequela perlocutoria è una sequenza di seguiti perlocutori). Un esempio può essere quello del genitore apprensivo che intima al figlio adulto in procinto di mettersi in viaggio in automobile "Mi raccomando: non correre!". L'atto illocutorio del genitore è una raccomandazione, che potrebbe rientrare fra gli atti esercitivi, volto a indurre il figlio alla prudenza: l'obiettivo potrebbe però scostarsi dall'effettivo seguito se il figlio si dovesse irritare.

## Classi di atto illocutorio
Austin, a proposito dell'atto illocutorio e delle azioni che si compiono effettuandolo.
1. Verdettivi: emettono un verdetto. Verbi performativi come "giudico", "stimo".
2. Esercitivi: esercitano un potere, un'influenza. Sono verbi come "Raccomandare", "lasciare in eredità".
3. Commissivi: fanno assumere un impegno al parlante. Ne è un esempio "prometto".
4. Comportativi: danno luogo ad atteggiamenti e comportamenti sociali, come "mi scuso" o "ti sfido".
5. Espositivi: si usano per chiarire concetti, illustrare opinioni. Sono quelli come "deduco", "nego", "affermo".

È lo stesso Austin a rendersi conto che questa classificazione non è esaustiva, né è rigida e univoca; tuttavia è utile per fare chiarezza e per gettare le fondamenta dell'analisi che verrà successivamente ripresa da Searle.

## Le condizioni di felicità
Non potendo sempre parlare di enunciati veri ed enunciati falsi, Austin fa uso del concetto di felicità degli enunciati. Sono enunciati felici quelli formulati in condizioni di appropriatezza, cioè in circostanze opportune, in un contesto adatto. È evidente, con questo peso del concetto di contesto, l'influenza di Frege e del "secondo Wittgenstein", cui si devono, rispettivamente, i concetti di contestualità e di gioco linguistico.
Proprio l'osservazione del fatto che anche gli enunciati constativi sono soggetti alle condizioni di felicità come quelli performativi, spingerà Austin a superare la dicotomia iniziale.
Un atto performativo come "Ti chiedo scusa, non l'ho fatto apposta!" è felice se pronunciato da chi ha inavvertitamente pestato un piede a qualcun altro. Pronunciato da un tifoso in curva come esultanza al goal della propria squadra è inappropriato (non ha senso, verrebbe da dire, ma la parola "senso" va usata con cautela in filosofia del linguaggio), cioè non è felice perché non sussistono le circostanze che lo avallano.
Lo stesso accade con gli atti linguistici constativi: "La fidanzata di Alessio è grassa" presuppone che Alessio abbia una fidanzata. Se questa condizione si verifica, l'atto linguistico è felice, e si potrà discutere se sia vero o falso che questa fidanzata sia grassa. Ma se l'Alessio di cui si sta parlando non è fidanzato (sia che sia single o sposato), non si può dare un valore di verità all'enunciato: si può solo dire che questo non è felice perché non sussistono le condizioni appropriate per la sua formulazione.
Si è parlato non a caso di presupposizione, un implicito del discorso non compreso nell'enunciato, che ha la caratteristica di essere dato per scontato e di permanere sotto negazione della medesima sequenza di parole (nell'esempio di prima, se diciamo "La fidanzata di Alessio non è grassa", continuiamo a presupporre che questo Alessio abbia una fidanzata, sebbene magra); intuìto per la prima nell'Über Sinn und Bedeutung di Frege (Senso e denotazione, 1892), il concetto di presupposizione conoscerà una discreta fortuna tra i filosofi e gli studiosi di pragmatica del linguaggio, proprio grazie alla visione di Austin in termini di condizioni di felicità.

## Opere
I maggiori lavori pubblicati postumi sono:
- Philosophical Papers (1961); tr. it. di Paolo Leonardi, Guerrini, Milano, 1990, ISBN 88-7802-131-8.
- How to Do Things with Words (1962); trad. it. di Carla Villata, Come fare cose con le parole, Marietti 1820, Bologna, 2019, ISBN 978-88-211-1206-5.
- Sense and Sensibilia (1962); trad. it. di Alessandro Dell'Anna, Marietti, Genova, 2001, ISBN 88-211-8665-2.